# Pierre Abélard
Pierre Abélard (latinsky Petrus Abaelardus; 1079 Le Pallet u Nantes – 21. dubna 1142 klášter Saint-Marcel u Chalon-sur-Saône) byl francouzský raně scholastický logik, filozof a teolog, jeden ze zakladatelů středověkého scholastického myšlení, zejména zavedením dialektiky a metody disputace (přesné dialektické umění rozlišování). Jeho životní vztah s žačkou Heloisou se stal legendárním.
Jako filosof a teolog vyzvedl význam rozumu a rozumového poznání dokonce i v teologii („Nelze věřit, co nebylo napřed pochopeno“) a stal se tak předchůdcem novověkého racionalismu. Obrátil také slavné Augustinovo a Anselmovo „Věřím, abych porozuměl“ a nahradil je zásadou Poznávám, abych věřil.
Při studiu logiky narazil také na tzv. problém univerzálií (Realismus a nominalismus), totiž na otázku, zda obecné pojmy představují něco jsoucího, anebo jsou to jen hromadné názvy pro množiny skutečných jsoucen. Při důkladném studiu Bible a spisů církevních otců (zejména Augustina) zjistil, že obsahují výroky, které si navzájem odporují. Přes 150 takových příkladů shromáždil ve spise Sic et non (Ano i ne) a patrně vykládal ve svých přednáškách. Tuto dialektickou metodu později rozvinul Tomáš Akvinský, který ve svých „sumách“ důsledné vychází z protikladných tvrzení autorit, podává k nim ale i racionální řešení.
Také v teologii bylo Abélardovo myšlení velmi odvážné, například v odpovědi na obtížnou otázku, proč Ježíš Kristus musel trpět a zemřít, kde Abélard odmítl Anselmovu hypotézu „výkupné oběti“. Byl také mezi prvními, kdo se zabývali dialogem se židovstvím a s islámem, i když při tom sledoval hlavně misijní zájem. Některé jeho teologické názory byly církví zavrženy.
Abélard byl také básník a hudební skladatel, zejména písní.

## Život
Nejbohatším zdrojem pro poznání Abélardova života je jeho vlastní vylíčení konfliktů a „pohrom“ (Historia calamitatum mearum) a osobní korespondence s Héloisou. Obojí se ovšem zachovalo až v dosti pozdních a nepříliš pečlivých opisech, takže je řada badatelů ve 20. století zpochybnila. Bádání poslední doby však autentičnost obou textů spíše potvrdila.
Narodil se na rodovém hradě v Le Pallet, asi 20 km jihozápadně od Nantes. Jeho otec byl hradní pán a rytíř. ale Petr Abélard se nestal rytířem jako jeho bratři, ale pustil se – s otcovým souhlasem – do studia. Jeho prvním učitelem byl (nominalista) Roscelin z Compiègne, dále se učil v Laonu (jeho učitelem zde byl Anselm z Laonu) a v Chartres. V prestižní Paříži byl jeho učitelem realista Vilém z Champeaux, kterého však Abélard v disputaci dostal do úzkých. Od roku 1113 studoval teologii u Anselma z Laonu, kde se situace opakovala. Abélard byl zřejmě brilantní logik a v diskusi často přiváděl do úzkých i slavné učitele. To na jedné straně přitahovalo studenty i známé teology a biskupy zdaleka (v pozdějších letech byli mezi nimi například Ota z Freisingu nebo Jan ze Salisbury a tři z jeho posluchačů se stali papeži). Na druhé straně to pochopitelně dráždilo starší mistry, kteří mu možná záviděli a občas i bránili v samostatných přednáškách. Navíc si Abélard rád vybíral choulostivá a sporná témata a konečně měl patrně konfliktní povahu, takže žil v neustálých sporech a v žádném místě působení dlouho nevydržel ani s podřízenými. Také někteří jeho žáci a přívrženci se dostávali do konfliktu s církví, například Arnold z Brescie.
Abélard zjistil, že touží po mladší dívce, sličné a nadané Héloise, která bydlela v Paříži. Věděl, jak sám později napsal, že jakýkoliv tělesný kontakt mezi nimi by byl přímým protivenstvím křesťanské morálce a odporný Ježíši Kristu. Přesto nemohl si pomoct. Abélard se rozhodl přesvědčit dívčina strýce, aby z něj udělal jejího domácího učitele. Nejen, že se ti dva stali milenci, dokonce spolu zřejmě provozovali to, čemu dnes říkáme sadomasochismus.:s.66
| „                                                  | Pod záminkou studia jsme spolu trávili hodiny v zamilovaném štěstí a učení nám poskytovalo tajné možnosti, po nichž dychtila naše vášeň. | “ |
| — Pierre Abélard, Příběh mých pohrom, kapitola VI. | |   |

Dívčin strýc a opatrovník, kanovník Fulbert, si toho všiml, až když byla Héloisa těhotná. Abélard ji poslal do Le Pellet ke své rodině, kde se jí narodil syn Astrolabius, a snažil se o smír s Fulbertem. Nabídl, že si Héloisu tajně vezme. Jenže dívka se tomu bránila, protože by to poškodilo Abélardovu pověst. Fulbert zdráhavě souhlasil, ale na dívku přesto naléhal, aby Abélarda opustila, a Abélard ji poslal do kláštera v Argenteuil. To Fulberta rozzlobilo, protože to pokládal za pokus vyhnout se otcovským povinnostem, a dal Abélarda přepadnout a vykastrovat. Svůj pohled na tuto tragédii Abélard později vylíčil ve spise „Příběh mých pohrom“.
Abélard se stal mnichem v Saint-Denis poblíž Paříže, zatímco Héloisa musela odejít do kláštera v Notre-Dame d'Argenteuil. Za svého pobytu v Saint-Denis pokračoval ve své učitelské činností. Pustil se též do psaní teologických děl, ale jeho kniha Theologia Summi Boni: De unitate et trinitate divina [Teologie nejvyššího dobra: O Boží jednotě a Trojici] byla odsouzena na církevní synodě v Soissons, která se konala v roce 1121 za předsednictví papežského legáta, a to pro bludy v učení o svaté Trojici. Abélard sám musil tento svůj spis hodit do ohně.
Posléze opustil Paříž a založil na odlehlém místě v Champagni Poustevnu svatého Ducha, kam ho ale řada studentů následovala, až roku 1128 se stal opatem starobylého kláštera Saint-Gildas v Bretani. Poustevnu v Champagni věnoval komunitě ženského kláštera v Argenteuil, kde se Héloise mezitím stala představenou, psal pro ni písně, modlitby a nakonec i vlastní řeholi. Mezitím si ale Abélard znepřátelil mnichy v Saint-Gildas natolik, že se ho pokusili zabít. Nakonec se musel řeholního života vzdát, roku 1133 se usadil na Vrchu svaté Jenovefy (Montagne Sainte-Geneviève) za hradbami Paříže a věnoval se učení.
V roce 1141 ho Bernard z Clairvaux obžaloval z hereze na církevní synodě v Sensu. V průběhu jednání Abélard synodu opustil a synoda pak jeho učení odsoudila, přičemž výrok nad jeho osobou ponechala papeži. Abélard se odvolal k Innocenci II., který však dal spálit jeho spisy a nařídil mu pobyt v klášteře. Abélard se uchýlil ke svému příteli, Petru Ctihodnému, opatu kláštera v Cluny, který zprostředkoval smíření s Bernardem z Clairvaux a přiměl Abélarda, aby odvolal své bludy.
V následujícím roce Abélard zemřel a na přání Héloisy byl pohřben v champagneské poustevně, kde byla 1164 pohřbena i Héloisa. Abélardovy kosti byly několikrát přemístěny a uloženy v chrámu svaté Jenovefy v Paříži. Když byl za francouzské revoluce chrám zrušen a proměněn na Panteon, byl Abélard konečně pohřben na hřbitově Père-Lachaise.

## Filosofie

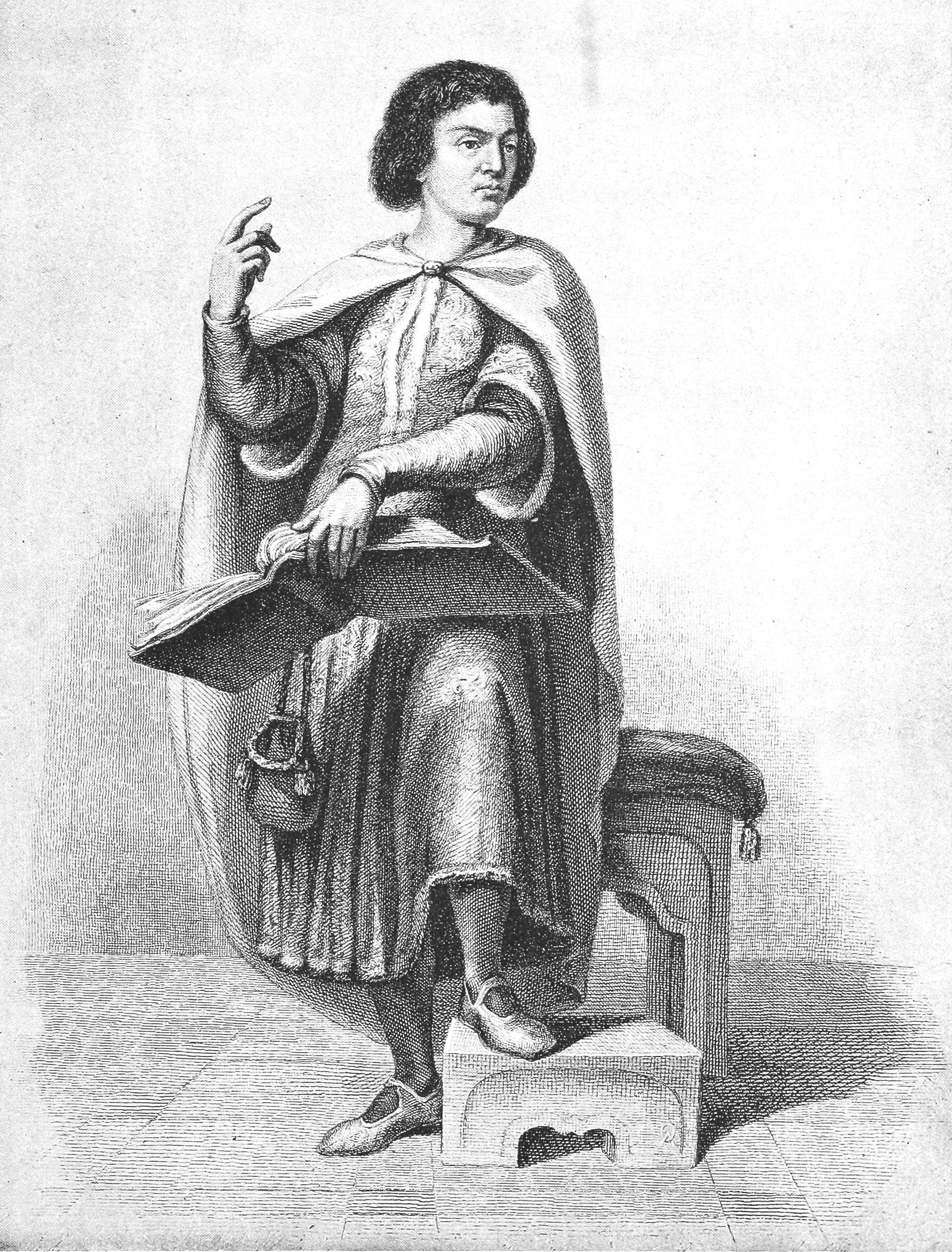
Pierre Abélard v představě 19. stol.

Abélard se zabýval předně logikou, která má podle něho vést poznání a filosofii vůbec. Psal jednak úvodní spisy pro studenty, jednak komentáře k logickým spisům svých předchůdců (Aristotelés, Porfyrios, Boëthius). Velkou novinkou byla kniha „Ano i ne“ (Sic et non), sbírka 158 párů textů z Bible, z Augustina a dalších církevních autorit, které si (aspoň na první pohled) protiřečí. Abélard nezpochybňoval jejich autoritu, ale ve svých přednáškách chtěl doložit nezbytnost hlubší interpretace textů tohoto druhu. Na Abélarda v tom později navázal Tomáš Akvinský, který v každé ze 617 „Otázek“ své Teologické summy postupuje právě tímto způsobem: uvede protikladné názory filosofických i církevních autorit a pak ukáže řešení zdánlivého sporu, nejčastěji tak, že rozebere dvojznačnost sporného pojmu.
Ve snaze o zpřesnění filosofické řeči narazili středověcí myslitelé na problém, zda obecné pojmy (např. člověk, pes atd.) označují nějakou zvláštní skutečnost, jsoucno, anebo zda jsou to jen slova, označení skupin podobných jsoucen. V tomto sporu o univerzálie se tak vyhranily dvě myšlenkové školy,
1. realismus, který považuje i obecná jsoucna (např. druhy, rody, třídy a pod.) za jsoucí, i když odlišná od jednotlivců a
2. nominalismus, který je pokládá za pouze řečové jevy, slova čili označení skupin podobných jsoucen.

Spor, který se v myšlení objevuje až dodnes – i když pod jinými názvy – má pro epistemologii a pro chápání vztahu mezi skutečnosti a jazykem dalekosáhlé důsledky (viz Realismus a nominalismus).
Abélard byl zpočátku patrně konfrontován s nominalismem svého prvního učitele, Roscelina z Compiègne, kdežto později v Paříži poslouchal přednášky slavného realisty Viléma ze Champeaux. Spor, který pro většinu jeho současníků znamenal buď – anebo, znamenal pro Abélarda (poučeného studiem Aristotela) výzvu, aby se pokusil najít nějaké „mezi“, které bývá blíže pravdě než obě krajnosti. Objevil patrně dvě:
1. Konceptualismus nebo sermonismus: obecniny, označované obecnými pojmy, reálně neexistují, ale nejsou ani pouhým zvukem slova (flatus vocis), nýbrž jakožto „jména“ (nomina) jsou především výrazem „řeči“ (sermo). Obecný je tedy vztah mezi znakem a tím, co označuje.[5]
2. Universalia in rebus (univerzálie jsou ve věcech): obecnému pojmu odpovídá v jednotlivých věcech, které jsou pod ním zahrnuty, také reálná stejnost podstaty, bytnosti. Obecný pojem se vyskytuje jen v jednotlivých věcech, nikoli mimo ně. Univerzálie tak pro Abélarda nejsou ani „před věcmi“ (např. jako jejich příčiny), ale nejsou z nich ani odvozeny, a tedy nejsou „po věcech“.

## Teologie
Také v teologii Abélard neohroženě experimentoval. Představitelé církve považovali za základní chybu v jeho učení poměr, ve kterém u něho stály věda a víra: církev jako učitelka a autorita neměla u něho žádného místa. Svatý Bernard z Clairvaux odsoudil jeho teologické učení slovy: Když rozpráví o Trojici, zapáchá Ariem; když o milosti, Pelagiem; když o osobě Kristově, Nestoriem.
Papež Benedikt XVI., který ve své katechezi dne 4. 11. 2009 projevil pro Abélardovy názory značné pochopení, konstatoval i jeho omyly: Opat z Clairvaux, jak jsme řekli, se stavěl proti příliš intelektualistické metodě Abelarda, který v jeho očích redukoval víru na pouhé mínění, oproštěné od zjevené pravdy. Bernardovy obavy nebyly neopodstatněné a sdíleli je ostatně také další velcí myslitelé té doby. Přehnané užívání filosofie vskutku činí Abelardovu nauku o trojici nebezpečně křehkou, a stejně tak i jeho pojetí Boha. Také v oblasti morálky jeho nauka nepostrádala dvojznačnost. Kladl důraz na zvažování subjektivního úmyslu jakožto jediného zdroje dobroty či špatnosti morálního jednání a opomíjel tak objektivní význam a morální hodnotu skutků, tedy nebezpečný subjektivismus.
Velký význam v dějinách myšlení má Abélardova obhajoba pochybnosti jako cesty k pravdě: Když totiž pochybujeme, vede nás to ke zkoumání a prostřednictvím zkoumání můžeme dospět k pravdě. Je ale také pochopitelné, že jeho současníci v tom viděli nebezpečné podvracení autority Písma. Konflikt se ostatně opakoval ve vztahu křesťanských církví k vědecké kritice Bible od poloviny 18. století, v některých případech až dodnes.
Jiný příklad Abélardova odvážného a prozíravého řešení velmi choulostivé otázky je jeho výklad smyslu Kristova vtělení, utrpení a smrti. Starší Abélardův současník Anselm z Canterbury (1034–1109) navrhl na základě různých zmínek v Novém zákoně výklad, že utrpením a smrtí musel Kristus „vykoupit“ člověka z moci ďábla, do níž upadl prvotním hříchem, aby ho tak vrátil Bohu. Sám Bůh tak podle něho vyžadoval Ježíšovo utrpení a smrt jako nutnou podmínku záchrany člověka. Výklad, který dodnes mnoho křesťanů přijímá, byl už pro Abélarda zcela nepřijatelný, ale výslovně ho odmítl až Josef Ratzinger, pozdější papež Benedikt XVI.

## Hlavní díla
- Logica Ingredientibus (Logika pro začátečníky)
- Dialectica
- Theologia Summi Boni. De unitate et trinitate divina (Teologie nejvyššího dobra. O Boží jednotě a Trojici)
- Introductio ad theologiam (Úvod do teologie)
- Dialogus inter Philosophum, Judaeum et Christianum. (Dialog filosofa, žida a křesťana)
- Petri Abaelardi epitome theologiae christianae. (Souhrn křesťanské teologie)
- Expositio in epistolam ad Romanos (Výklad listu k Římanům)
- Sic et Non (Ano i ne)
- Ethica seu scito se ipsum (Etika čili poznej sám sebe)
- Historia calamitatum mearum (Příběh mých pohrom)
- Planctus. Consolatoria. Confessio fidei (Pláč. Útěcha. Vyznání víry.)

### České překlady
- Abélard a Heloisa: Dopisy utrpení a lásky (orig. Historia Calamitatum. Epistulae ad Heloissam), přel. Jakub Pavel, 1. vyd. Praha: Odeon, 1976; 2. rev. vyd. Praha: Vyšehrad, 2003. ISBN 80-7021-619-0.
- Petr Abélard: Sic et non. Ano a ne, přel. Irena Zachová, Praha: Vyšehrad, 2008, ISBN 978-80-7021-791-7.
- Lang, Alois: Abaelard. Nový život, 6, 1901, č. 1, s. 11–13; Lang, Alois: Heloisa. Nový život, 8, 1903, č. 1, s. 7–12; č. 2, s. 36–38; č. 3, s. 70–75.